# Tetrahymena
A Tetrahymena szabadon élő csillósok nemzetsége, hasznos példa eukarióta egysejtűek. Ez az egyik leggyakrabban tanulmányozott csillósnemzetség.:59 Számos hormont képes termelni, tárolni és számos hormonnal tud reagálni, és képes felismerni rokon és idegen sejteket is.
Képes váltani kommenzalista és patogén túlélési módok közt. Gyakori édesvízi tavakban és folyókban.:277
Gyakran modellszervezetként használt fajai a T. thermophila és a T. pyriformis.

## Életciklus

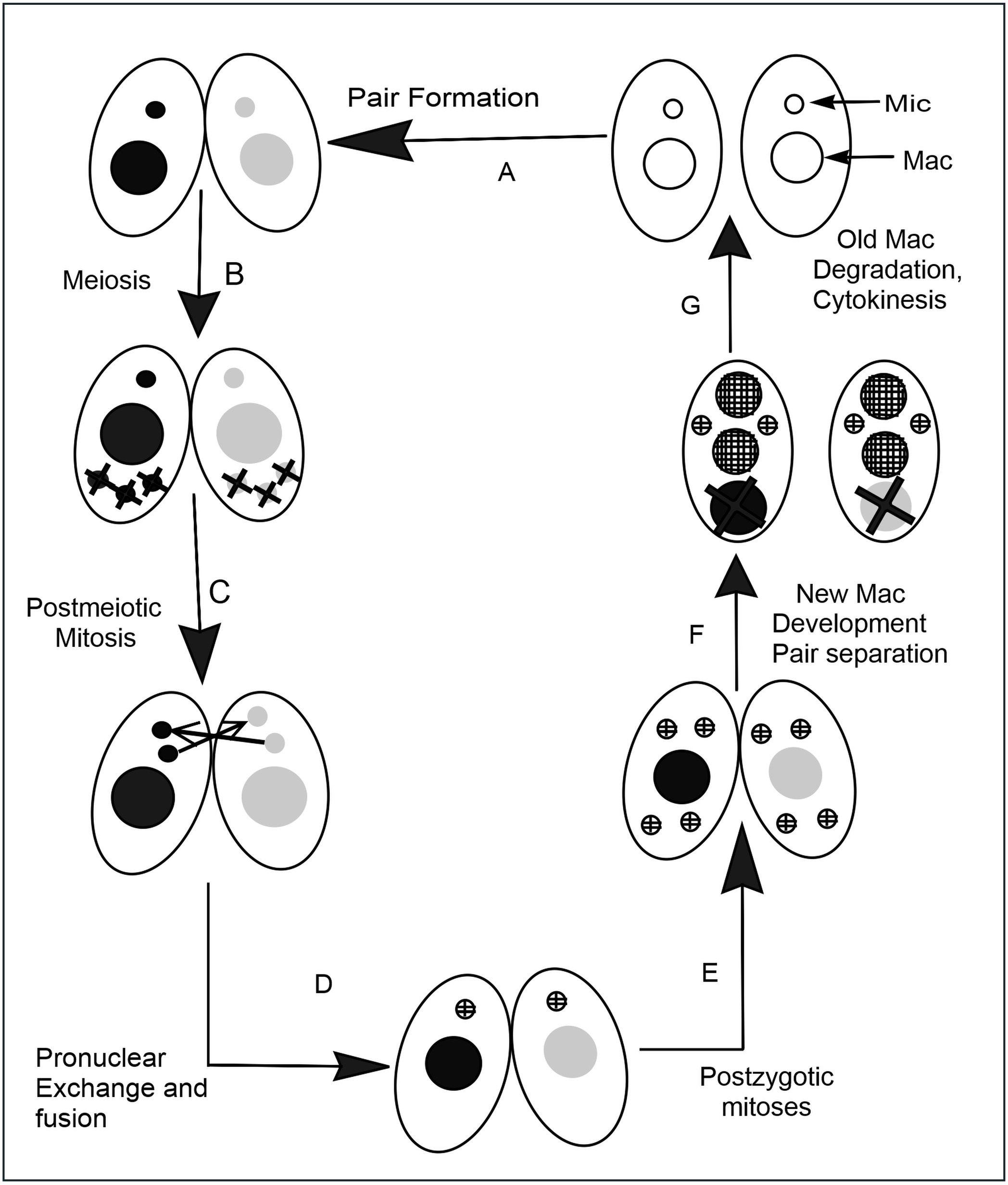
A Tetrahymena konjugációja: A: kevés tápanyag esetén két sejt (A) egymással párosulva elkezdi ivaros szaporodását (konjugáció). B: A diploid mikronukleuszok meiózissal 4 haploid sejtmagot hoznak létre, ebből 3 lebomlik. C: A fennmaradt haploid mag 2 pronukleuszt hoz létre mitózis révén. D: A sejtek két pronukleuszának egyike a partnernek átadatik, egyesülésük diploid zigótamagot ad. E: A zigótamag mitózissal 2-szer osztódik 4 magot adva. F: 2 mag mikro-, 2 makronukleusszá alakul, az eredeti szülő-makronukleusz lebomlik. G: A sejtosztódás során a magok az utódsejteknek úgy adatnak át, hogy minden utód 1 mikro- és 1 makronukleusszal rendelkezzék.

A T. thermophila életciklusa ivaros és ivartalan szakaszokból áll. Tápanyaggazdag közegben vegetatív növekedés során a sejtek ivartalanul osztódással szaporodnak. Ez morfogenetikai események sorozatával történik, melynek során a sejtszervecskék kétszer – utódsejtenként egyszer – vannak jelen a sejtben. Csak tápanyagszegény közegben vált konjugációra, mikor a sejtek ellentétes párosodási típusú sejttel egyesülnek. A Tetrahymena 7 párosodási típussal rendelkezik, ezek mind képesek a másik 6 bármelyikével párosodni, de nem a sajáttal.
A többi csillóshoz hasonlóan a T. thermophila genomja 2 eltérő funkciójú sejtmaggal rendelkezik, melyeket életciklusa 2 különböző szakaszában használ. A diploid csíravonalmag (mikronukleusz) transzkripciósan csendes, és csak az ivaros életszakaszokban van szerepe. E mag 5 kromoszómapárt tartalmaz, melyek az egyik ivaros nemzedékből a másikba átadódnak. A konjugáció során a haploid mikronukleusz-meiózistermékek egyesülnek, új mikro- és makronukleuszt létrehozva az utódsejtekben. Az ivaros konjugáció alacsony tápanyagtartalmú közegben legalább 2 órán át tartott sejteknél következik be, ha komplementer párosodási típusú sejttel találkoznak. 1 órás kostimulációs szakasz után a sejtek elöl párosodnak speciális membránszakaszt (konjugációs kapocs) létrehozva.

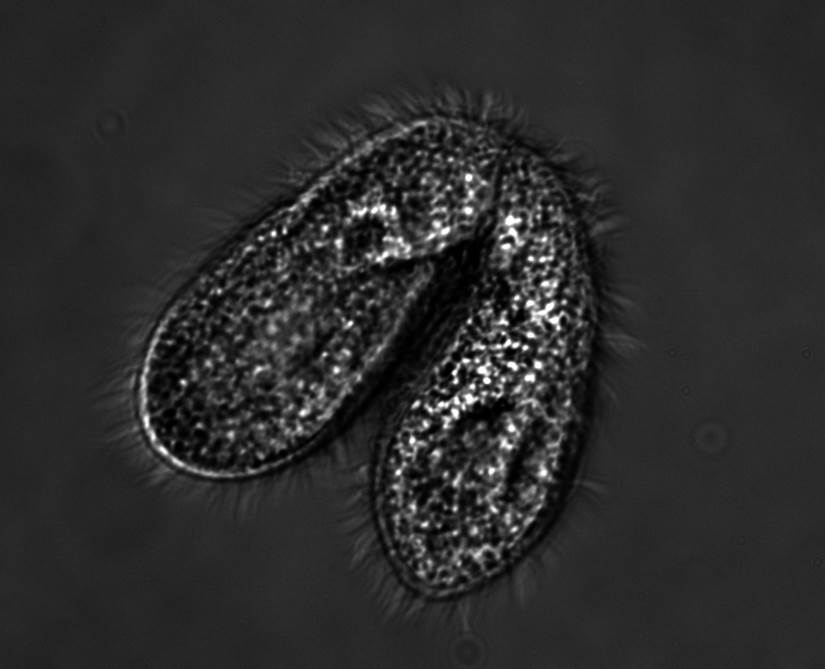
2 eltérő párosodási típusú Tetrahymena-sejt egyesül magcseréhez az ivaros konjugáció során.

Ekkor több száz fúziós pórus keletkezik, lehetővé téve a fehérjék, RNS-ek és a mikronukleusz meiózistermékének átadását. A folyamat 30 °C-on 12 órás, alacsonyabb hőmérsékleten hosszabb.
A nagyobb poliploid makronukleusz transzkripciósan aktív, azaz génjei aktívan expresszálódnak, így a vegetatív növekedés során a szomatikus sejtfunkciókat irányítja. 200–300 autonóm replikációjú lineáris DNS-minikromoszómát tartalmaz saját telomerekkel és a mikronukleusz 5 kromoszómájának helyspecifikus töredezéséből való eredettel. A T. thermophila minikromoszómái több gént tartalmaznak, és a makronukleuszban 45–50 példányban vannak jelen. Ez alól kivétel az rDNS-t tartalmazó minikromoszóma, melynek jelentős sokszorosítása miatt mintegy 10 000 példányban van jelen. Mivel a makronukleusz osztódáskor amitózissal osztódik, e minikromoszómák a klonális utódsejtek közt egyenlőtlenül oszlanak el. Természetes vagy mesterséges szelekcióval ez eltérő makronukleusz-fenotípusú klonális sejtvonalakat hozhat létre adott jellemzővel (fenotípus-rendezés). Így a poliploid genom környezeti tényezőkhöz adaptálódhat előnyös mutációk szerzésével bármely minikromoszómán, melynek replikációja felé történik a szelekció, vagy káros mutációt szerzett minikromoszómák elvesztésével. Azonban a makronukleusz csak az ivartalan, vegetatív életszakaszban adódik át sejtnek, így ivaros utódoknál sose öröklődik közvetlenül. Csak a mikronukleusz mutációi adódnak át a nemzedékben, de ezek környezetileg sose szelektálódnak, mivel nem expresszálódnak.

## Viselkedés
Szabadon úszó sejtjeit bizonyos vegyületek kemokinézis révén vonzanak. Fő kemoattraktorai peptidek és fehérjék.
Egy 2016-os tanulmány kimutatta, hogy képes az úszótere alakjának és méretének „megtanulására”. Egy vízcseppben élő sejtek rövid időre megőrizték kiszabadításuk után is a körkörös úszást, melyet a cseppben alkalmaztak. Ez utak mérete és időtartama az adaptációs időt és a csepp méretét tükrözte.

## DNS-javítás
Az egysejtű eukarióták ivaros ciklusa stressz, például tápanyaghiány által gyakran indukálható. Ez gyakran DNS-károsodást okoz. A meiózis központi jellemzője a nem testvérkromoszómák homológ rekombinációja. A T. thermophilában ez fontos a tápanyaghiány általi DNS-károsodás javításában.
A T. thermophila UV-fénynek való kitettsége a RAD51-expressziót több mint 100-szorosára növeli. Metil-metánszulfonáttal való kezelés szintén növeli a RAD51-szintet. Ez alapján a csillósok, például a T. thermophila DNS-javító rekombinációs útja RAD51-alapú.
A T. thermophila-RAD51 az Escherichia coli RecA rekombináza homológja. A T. thermophila-RAD51 a mitózis, a meiózis és a kettősszál-törések javítása során történő homológ rekombinációban vesz részt. Konjugáció során a RAD51 a meiózis lezárásához szükséges. A T. thermophila meiózisa MUS81-alapú utat használhat szinaptonémás komplex nélkül, ez út másodlagos a legtöbb másik modelleukariótában. Ez a MUS81 reszolváz mellett az SGS1 helikázt tartalmazza. Az Sgs1 helikáz elősegítheti a meiotikus nem kereszteződő DNS-rekombinációt, mely kis genetikai variációt okoz.

## Fenotipikus és genotipikus rugalmasság
Számos Tetrahymena-faj egyedi válaszmechanizmusokkal rendelkezhet stresszre és környezeti nyomásokra. Az egyedi genomszerkezet (MIC jelenléte, magas ploiditás, sok kromoszóma stb.) differenciált génexpressziót és magas genomrugalmasságot tesz lehetővé. Alább példák szerepelnek fenotipikus és genotipikus rugalmasságra a Tetrahymenán belül.

### Indukálható trofikus polimorfizmusok
A T. vorax indukálható trofikus polimorfizmusokkal rendelkezik, melyek ökológiailag támadó taktikát alkotnak, ahol a táplálkozási stratégia és az étrend morfológiai változásokkal változik. Általában a T. vorax bakterivor kis szájú csillós, hossza 60 μm. Azonban képes ragadozó makrosztómaalakká alakulni, melynek hossza 200 μm, lehetővé téve nagyobb versenytársak evését. Ha a T. vorax az átalakuláshoz túl éhes, egy harmadik „farkos” mikrosztómaalakot hozhat létre, mely feltehetően a kannibalista nyomásra való válasz. Míg a T. vorax a legjobban tanulmányozott Tetrahymena-faj indukálható trofikus polimorfizmusokkal, számos kevésbé ismert faj is képes erre, például a T. paulina és a T. paravorax is. Azonban csak a T. voraxban ismert makro- és farkos mikrosztómaalak is.
E változást a versenytársak, például a Paramecium, a Colpidium, valamint más Tetrahymena-példányok környezeti sztomatinjai magas mennyisége indukálja. Kromatográfiai elemzés kimutatta, hogy a sztomatin vas(II)-ionjai, a hipoxantin és az uracil okozzák e változást. Számos kutató az „éhezési körülményeket” tekinti az átalakulás okainak, mivel a természetben ez indukálók a bakteriális populációk mikrosztómaalakok általi megtizedelése után és magas csillósszám mellett vannak a legnagyobb mennyiségben. Ezek magas koncentrációja esetén a T. vorax gyorsabban változik át, korábbi versenytársai fogyasztását lehetővé téve.
A T. vorax átalakulásának szerkezeti és genetikai mechanizmusai ismeretlenek, azonban e folyamatban lehetséges részt vevő gének ismertek. Az Alabamai Egyetem kutatói cDNS-kivonással eltávolítottak aktívan átírt DNS-t mikro- és makrosztómás T. vorax-sejtekből, csupán eltérően átírt cDNS-t hagyva. Bár 9 differenciációspecifikus gént azonosítottak, a leggyakrabban expresszált gént új szekvenciával (SUBII-TG) azonosították.
Ennek szekvenált része 912 bp hosszú, és 3, közel azonos 105 bp-os nyitott leolvasási kerete van. Egy northern blot-elemzés szerint a kis sejtekben kevéssé íródik át, a nagy sejtekben jobban. Ezenkívül a SUBII-TG-expresszió sztomatin jelenlétében antiszenz oligonukleotidokkal való korlátozása 55%-kal csökkentette a SUBII-TG-mRNS-szintet, 51%-kal pedig az átalakulást, alátámasztva, hogy a gén legalább részben irányítja a T. vorax átalakulását. Azonban kevés ismeret van e génről. A kutatók csak egy részét tudták szekvenálni, és más lehetséges résztvevőket nem elemeztek részletesen. Az mRNS- és aminosav-szekvenálás alapján az ubikvitin fontos lehet az átalakulásban, de nem ismert ubikvitingén a T. voraxban. A farkos mikrosztóma genetikai vonatkozásai teljesen ismeretlenek.

### Fémrezisztencia, gén- és genomsokszorosítás
Más rokon fajok különböző stresszorokra egyedi válaszokkal rendelkeznek. A T. thermophilában a kromoszóma- és génsokszorosítás gyakori fémorganikus (például kadmium-, réz- és ólomorganikus vegyületek) mérgekkel indukálható. A T. thermophila nagy mennyiségű Cd2+-nak kitett törzseiben az MTT1 és MTT3 gének – a kadmium- és ólomkötő metallotioneinek – expressziója 5-szeresére nőtt, ahogy az MTT1 felett közvetlenül lévő, de nem rokon CNBDP expressziója is. Az MTT1-gyel és MTT3-mal azonos lokuszon lévő nem metallotioneingén példányszám-növekedése igazolja az egész kromoszóma sokszorosítását. A Tetrahymena spp. makronukleusza pentatetrakontaploid, tehát minden kromoszóma 45 példányban van jelen. Bár az egyes kromoszómák száma ismeretlen, a makronukleusz feltehetően 187, a mikronukleusz 5 kromoszómás lehet. Így a Cd2+-adaptált törzs e kromoszóma 225 példányát tartalmazza. Ez az észlelt MTT1-expressziót 28-szorosára, az MTT3-expressziót kissé kevésbé növelte.
Normál (Cd2+-mentes) közegben tenyésztett T. thermophila-populációkban az MTT1, MTT3, CNBDP gének példányszáma 1 hónap után a vad típusú 3-szorosára (135), 7 hónap után pedig a vad típusú példányokéra (45) csökkent. Ha ebből visszakerültek a példányok Cd2+-tartalmú közegbe, 1 hét után ugyane gének példányszáma 3-szorosára nőtt, így a kromoszómasokszorosítás feltehetően indukálható reverzibilis mechanizmus a Tetrahymena fémstresszre adott genetikai válaszában.
Ezenkívül génknockdownkísérletek is ismertek, ahol egy másik kromoszómán lévő metallotioneningén (MTT5) példányszámát jelentősen csökkentették. 1 héttel később az új törzs 4 új gént hozott létre az MTT1 legalább 1 duplikációjából. Azonban nem történt kromoszómaduplikáció: a vad típussal azonosnak bizonyult a ploiditás, és a kromoszómákon a többi génből ugyanannyi volt. Ehelyett a duplikáció oka homológ rekombinációs esemény lehet, mely által transzkripciósan aktív erősített gének jöttek létre ismételt MTT1-gyel.

### Jobb mozgás és szóródás
A T. thermophila alacsony erőforrás-mennyiség esetén is fenotípus-változásokon megy át: például képes mérete, alakja és úszási viselkedése változtatására éhségre adott válaszként. A mozgékonyabb, éhezéskor változó sejtek rajzósejtek. Bár a fenotípus-változás sebessége és szintje változik törzsenként, a rajzósejtek a legtöbb T. thermophila-törzsben éhezéskor megtalálhatók. A rajzó- és nem rajzó sejtek egyaránt vékonyabbak és kisebbek, növelve az alapitest- és csillósűrűséget, 2–3-szor gyorsabb úszást lehetővé téve normál sejteknél. Egyes T. thermophila-törzsek egy nagy, nem mozgó csillóval rendelkeznek, mely segíti a sejtet mozgása irányításában. Bár ez összefügg a gyorsabb szóródással, és reverzibilis a Tetrahymenában, kevés ismeret van ennek genetikai vagy sejtszintű fejlődéséről. Ezenkívül más tanulmányok szerint a genetikailag változó T. thermophila-populációk éhezés esetén bár vékonyabbak lettek, nagyobb rajzósejteket termeltek. Nem ismertek még a rajzósejtképződést meghatározó genetikai mechanizmusok.

## Fajok
A nemzetség fajai például:
- Tetrahymena americanis
- Tetrahymena asiatica
- Tetrahymena australis
- Tetrahymena bergeri
- Tetrahymena borealis
- Tetrahymena canadensis
- Tetrahymena capricornis
- Tetrahymena caudata
- Tetrahymena chironomi
- Tetrahymena corlissi
- Tetrahymena cosmopolitanis
- Tetrahymena dimorpha
- Tetrahymena edaphoni
- Tetrahymena elliotti
- Tetrahymena empidokyrea
- Tetrahymena farahensis
- Tetrahymena farleyi
- Tetrahymena furgasoni
- Tetrahymena glochidiophila
- Tetrahymena hegewischi
- Tetrahymena hyperangularis
- Tetrahymena leucophrys
- Tetrahymena limacis
- Tetrahymena lwoffi
- Tetrahymena malaccensis
- Tetrahymena mimbres
- Tetrahymena mobilis
- Tetrahymena nanneyi
- Tetrahymena nipissingi
- Tetrahymena paravorax
- Tetrahymena patula
- Tetrahymena pigmentosa
- Tetrahymena pyriformis
- Tetrahymena rostrata
- Tetrahymena rotunda
- Tetrahymena setifera
- Tetrahymena setigera
- Tetrahymena setosa
- Tetrahymena shanghaiensis
- Tetrahymena sialidos
- Tetrahymena silvana
- Tetrahymena skappus
- Tetrahymena sonneborni
- Tetrahymena stegomyiae
- Tetrahymena thermophila
- Tetrahymena tropicalis
- Tetrahymena vorax

## Az oktatásban
A Cornell University egy Nemzeti Egészségügyi Intézet (NIH) Science Education Partnership Award (SEPA) által támogatott Advancing Secondary Science Education thru Tetrahymena (ASSET) programban vesz részt. A csoport önálló laboratóriumokat vagy leckéket alakít ki, ahol a Tetrahymena a tanárok által az előadásokon használt tanulómodul.